# Anton Wieninger
Anton Wieninger (25. ledna 1813 Mattighofen – 7. října 1880 Mattighofen) byl rakouský politik německé národnosti z Horních Rakous, v 60. letech 19. století poslanec Říšské rady.

## Biografie
Byl synem sládka Johanna Georga Wieningera. Později po otci převzal vedení pivovaru. Během revolučního roku 1848 se stal členem provinčního stavovského sněmu. V době svého působení v parlamentu byl uváděn jako Anton Wieninger, sládek z Mattighofenu.
Počátkem 60. let se zapojil i do vysoké politiky. V zemských volbách v roce 1861 byl zvolen na Hornorakouský zemský sněm za kurii venkovských obcí, obvod Braunau. Mandát obhájil ve volbách roku 1867. Zasedal zde do roku 1870. Patřil mezi německé liberální politiky (tzv. Ústavní strana, liberálně a centralisticky orientovaná).
Působil také coby poslanec Říšské rady (celostátního parlamentu Rakouského císařství), kam ho delegoval Hornorakouský zemský sněm roku 1861 (Říšská rada tehdy ještě byla volena nepřímo, coby sbor delegátů zemských sněmů).
Zemřel v říjnu 1880.